# OVW 라이트 헤비웨이트 챔피언십
OVW 라이트 헤비웨이트 챔피언십(OVW Light Heavyweight Championship)은 OVW의 챔피언십이었다.
이 타이틀은 WWE 크루져웨이트 챔피언십처럼 체중의 제한이 있어서 최대 몸무게가 100kg까지가 되어야 하는 챔피언십이다. 1999년부터 2001년까지 존재했던 챔피언십이다.

## 기록들
- 초대 챔피언 : 제이슨 리
- 마지막 챔피언 : 크리스 마이클스
- 최장수 챔피언 : 크리스 마이클스 (323일)
- 최단 기간 챔피언 : 아메리칸 이글 (1일)
- 최다 챔피언 : 제이슨 리 , 션 카세이 , 쟈니 스페이드 (3회)

## 역대 챔피언
- 제이슨 리 (초대 챔피언)
- 쟈니 스페이드
- 아메리칸 이글
- 쟈니 스페이드
- 크리스 알렉산더
- 제이슨 리
- 쟈니 스페이드
- 션 카세이
- 스캇 사브레
- 션 카세이
- 크리스 마이킬스
- 션 카세이
- 크리스 마이클스 (마지막 챔피언)

## 같이 보기
- TNA X-디비젼 챔피언십